# Unite the Right Rally

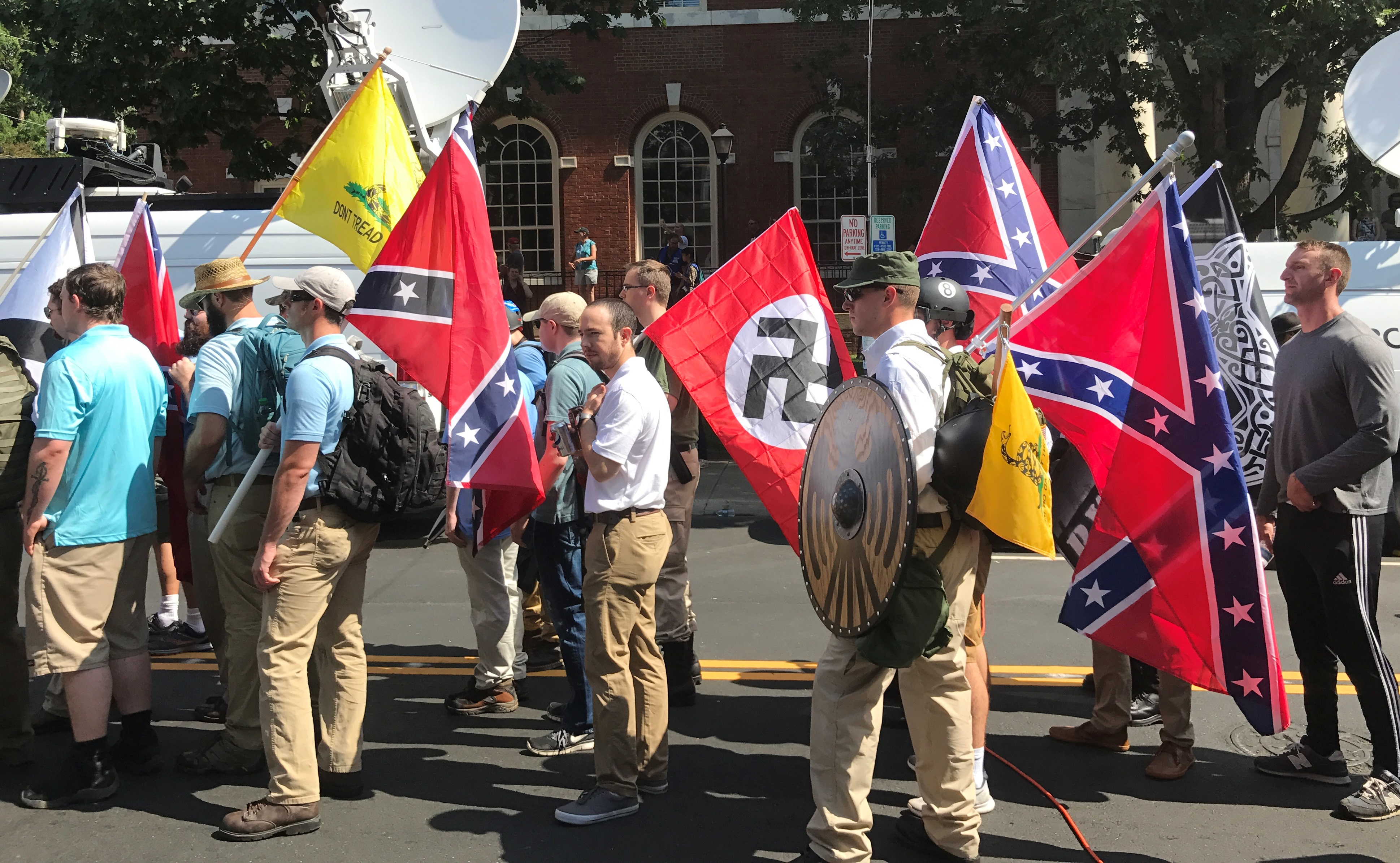
Demonstrerande högerextremister, med sydstats- och nazistflaggor, i Charlottesville, 12 augusti 2017.

Unite the Right rally var en högerextrem demonstration i Charlottesville i Virginia, den 11–12 augusti 2017. Bland arrangörsgrupper och enskilda deltagare återfanns företrädare för vit makt, vit nationalism, alt-right, nykonfederationen, nynazism och milisgrupper. Talare under sammankomsten var bland andra Tim Treadstone, David Duke, Richard B. Spencer, Mike Enoch och Michael Hill.
Samtidigt som den högerextrema träffen pågick plöjde en bil rakt in i en samling antifascistiska motdemonstranter varvid en person dog och minst 24 skadades. Vittnen på plats beskrev att våldet som uppstod härrörde från de vita nationalisterna.

## Bakgrund
Högerextrema grupper hade vid flera tidigare tillfällen anordnat demonstrationer i staden. Denna demonstration var den dittills största.

## Händelseutvecklingen

### 6 augusti 2016
Lokalpolitikerna i Charlottesville beslutade sig för att ändra namnen på två parker, som var uppkallade efter sydstatsgeneralerna Robert E. Lee och Stonewall Jackson. Detta för att ta avstånd från dessa kontroversiella personer och en förtryckande period i USA:s historia.

### 13 maj 2017
Alltsedan lokalpolitikerna i Charlottesville beslutade att flytta statyn av Robert E. Lee till en mer undanskymd plats arrangerades en högerextremistisk demonstration med facklor som slutade i handgemäng med motdemonstranter.

### 8 juli 2017
Den rasistiska organisationen Ku Klux Klan anordnade ännu en demonstration, men möttes av långt fler motdemonstranter.

### 11 augusti 2017
Drygt 250 Unite the Right-demonstranter marscherade på Campus University of Virginia på kvällen den 11 augusti. På grund av ryktesspridning är det svårt att veta exakt vad som ägde rum, men ryktet om att polisen fått order om att inte stå i vägen för våldet verkar vara sanna efter rapport från Tim Heaphy om att Polischefen ska ha sagt "Let them fight, it will make it easier to declare an unlawful assembly." enligt två poliser. Polis chefen Thomas kommer inte ihåg uttalandet men medger att inte agera för att "see how things played out" innan förklarat protesten olaglig. Trots att Donald Trump senare skulle hävda motsatsen hade både demonstranter och motdemonstranter tillstånd.

### 12 augusti 2017
Demonstranter, som bland annat hade klandräkter och sydstatsflaggor, drabbade samman med motdemonstranter omkring kl 10.30. Under slagsmålet kastades saker och pepparsprej användes. Omkring 11.00 på förmiddagen utlyste Virginias guvernör Terry McAullife undantagstillstånd, varpå Virginia State Police deklarerade att sammankomsten var olaglig och platsen rensades på folk.
Cirka kl 13.45 körde en grå Dodge Challenger in i motdemonstranterna. En kvinna dödades och 24 skadades. Inom den högerextrema rörelsen riktades misstankarna tidigt mot en afroamerikansk man, något som snabbt motbevisades. Senare greps en vit högerextremist för dådet.
Samma dag dog två poliser efter att en helikopter kraschat.
Donald Trump kommenterade dådet: "Vi fördömer i starkast möjliga termer denna fruktansvärda uppvisning av hat, fördomsfullhet och våld på många sidor. På många sidor." Att skulden skulle läggas även på antifascisterna är något som fått stor uppmärksamhet. Flera namnkunniga republikaner, bland annat de tidigare presidenterna George H.W. Bush och George W. Bush, har tagit avstånd från Trump på grund av hans svaga avståndstagande från nazisterna, medan nazister och andra högerextrema hyllat Trumps agerande.

### 14 augusti 2017
Trump fördömde för första gången rasism och vit makt-rörelsen. Det faktum att det tog flera dagar innan han fördömde deras handlande har också mött kritik. På grund av detta hoppade flera kända företagsledare av Trumps tillverkningsindustriråd, något som senare ledde till att rådet löstes upp. På flera andra platser rivs andra statyer av sydstatspersoner ner, såväl av allmänhet som av politiker.

## Galleri

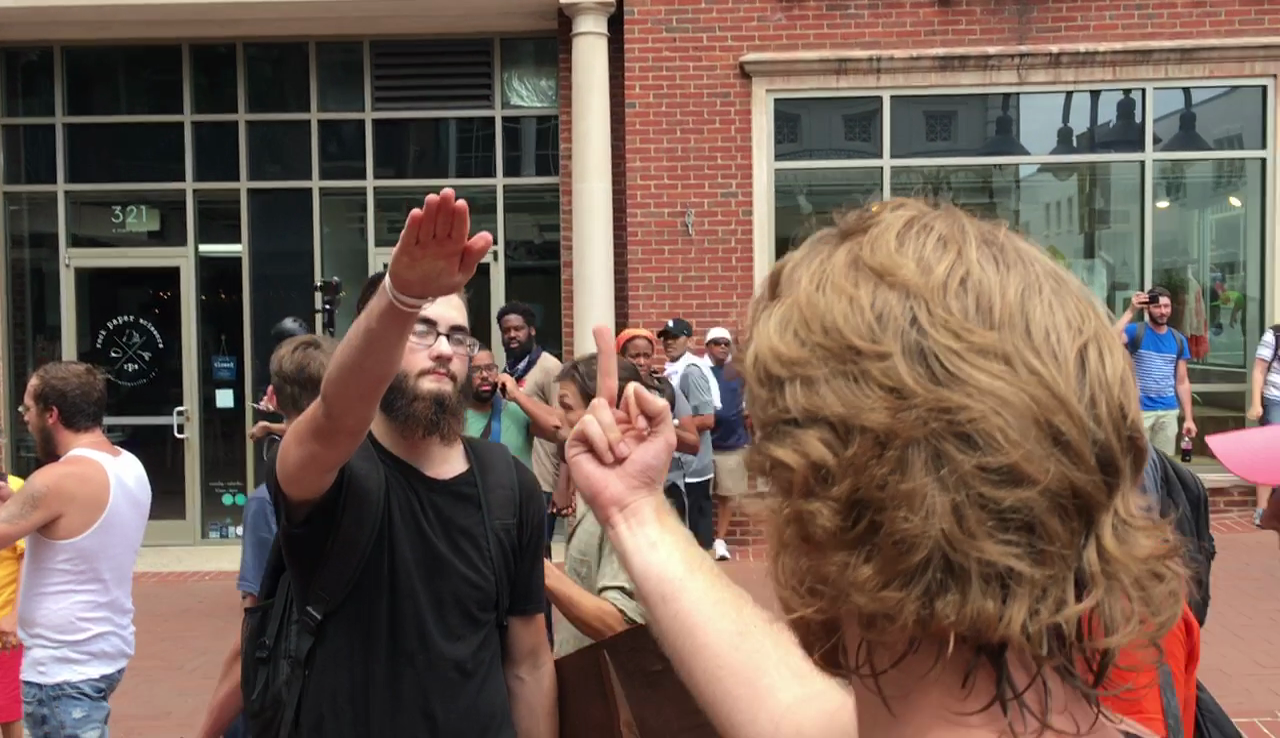
Hitlerhälsning av en demonstrant.
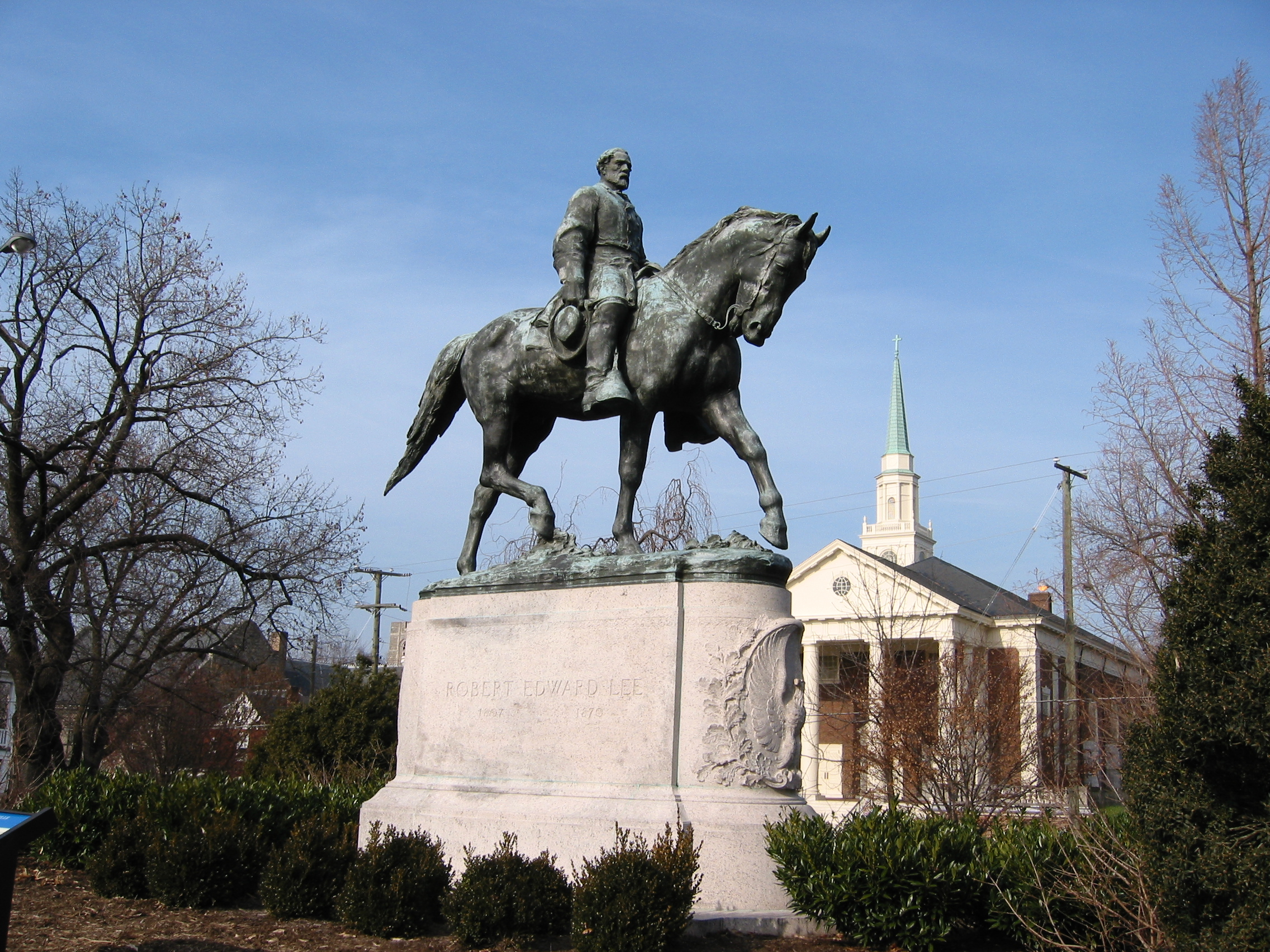
Den staty av Robert E. Lee i Lee Park som var anledningen till de ursprungliga demonstrationerna.
- Bil som attackerar demonstranter. En person dödades och 24 skadades. Föraren James Alex Fields Jr, dömdes för bland annat mord till livstids plus 419 års fängelse.